# Alliances et partenariats
Les alliances avec les partenaires stratégiques peuvent donner lieu à des accords de coopération technologique, industrielle, ou commerciale.
Les alliances peuvent concerner les implantations à l'étranger exigeant un partenariat local, le partage de risques avec un concurrent national du même secteur, ou les partenariats durables dans les domaines de la sous-traitance, de la fourniture, des prestations de services.
Une entreprise qui fonctionne systématiquement en organisant des partenariats est une entreprise en réseau. Ce type de fonctionnement d'entreprise tend à se développer du fait de la diversification et de la spécialisation croissantes des domaines de compétence et de la mondialisation des marchés.